# Горняк (Удмуртия)
Горня́к — село в Можгинском районе Удмуртии. Административный центр Горнякского сельсовета.

## География
Село находится на левом берегу реки Лудзинка, на региональной трассе Р320 «Елабуга — Ижевск».

### Часовой пояс
Село Горняк, как и вся Удмуртия, находится в часовой зоне МСК+1. Смещение применяемого времени относительно UTC составляет +4:00.

## История
30 марта 1963 года вновь возникшему населённому пунктов на известковом карьере было присвоено наименование село Горняк.

## Население
| 2008 | 2010 | 2012 |
| ---- | ---- | ---- |
| 707  | ↘691 | ↘675 |